# ألفرد بالدوين سلون
ألفرد بالدوين سلون (بالإنجليزية: Alfred Baldwin Sloane)‏ هو كاتب أغاني أمريكي، ولد في 28 أغسطس 1872 في بالتيمور في الولايات المتحدة، وتوفي في 21 فبراير 1925.

## وصلات خارجية
- ألفرد بالدوين سلون على موقع IMDb (الإنجليزية)
- ألفرد بالدوين سلون على موقع ميوزك برينز (الإنجليزية)
- ألفرد بالدوين سلون على موقع قاعدة بيانات برودواي على الإنترنت (الإنجليزية)
- ألفرد بالدوين سلون على موقع قاعدة بيانات الفيلم (الإنجليزية)